# Karl Friedrich Sachse
Christian Karl (auch: Carl) Friedrich Sachse (* 18. Januar 1803 in Kraftsdorf; † 30. Januar 1885 ebenda) war ein deutscher Gutsbesitzer und Politiker.

## Leben
Sachse war der Sohn von Johann Gottfried Sachse und dessen Ehefrau Even Maria geborene Rüdiger. Sachse, der evangelisch-lutherischer Konfession war, heiratete am 26. April 1825 in Waltersdorf Maria Rosina Sieler (* 29. Januar 1809 in Waltersdorf; † 24. April 1869 in Kraftsdorf), die Tochter des Johann Gottfried Sieler in Waltersdorf.
Sachse lebte als Gutsbesitzer in Kraftsdorf. Dort war er 1839 bis 1879 Amtsschulze und 1851 bis 1871 Bürgermeister. Gemeinsam mit Karl August Schmalz und Leopold Krause war er Gründungsmitglied des „Land- und forstwirtschaftlichen Vereins für das Fürstentum Gera“. 1870 wurde er mit der fürstlichen Zivil-Verdienstmedaille ausgezeichnet.
Vom 13. Mai bis zum 25. Juni 1852 (als Stellvertreter für Moritz Semmel) und vom 18. Mai 1862 bis zum 5. April 1865 war er Mitglied im Landtag Reuß jüngerer Linie.